# Carmine Lupertazzi
Carmine Lupertazzi, Sr. fiktivni je lik iz HBO-ove televizijske serije Obitelj Soprano kojeg je glumio Tony Lip. Carmine je bio šef njujorške zločinačke obitelji Lupertazzi.

## Životopis
Carmine Lupertazzi je stari mafijaš iz generacije Corrada "Juniora" Soprana. Tijekom svoje cijele kriminalne karijere nije se isticao, djelujući iz svojih klubova i restorana. Tijekom sedamdesetih i osamdesetih uhićen je i oslobođen zbog optužbi za reket. U to su vrijeme u zatvoru završili i na 20 godina osuđeni njegov dugogodišnji consigliere Angelo "Angie" Garepe i kapetan Philip "Phil" Leotardo. Tijekom Carmineove vladavine, njujorška je organizacija njegovala bliske odnose s obitelji DiMeo/Soprano.
Carmine je bio iznimno inteligentan, smiren i oportunist, čak i u svojoj kasnoj dobi. Iako brižan otac i djed, ostao je prije svega okrutni mafijaš koji je prijetio i naručivao ubojstva. Iako je imenovao svoga sina, Little Carminea kapetanom u svojoj obitelji, nikad nije bio ponosan na njega te ga je otvoreno ponižavao. U jednoj mu je prilici čak spomenuo kako bi želio da mu je Tony Soprano sin. U kasnijoj fazi svoga života imao je buran odnos sa svojim podšefom, Johnom "Johnnyjem Sackom" Sacramonijem: u nekoliko prilika i Carmine i Johnny naručili su od Tonyja Soprana ubojstvo onoga drugoga, iako ni do jednog nije došlo.
Carmineovo se zdravlje 2004. počelo pogoršavati te je pretrpio moždani udar. Nakon nekog vremena u komi, Lupertazzi je preminuo, ostavivši iza sebe neriješeno pitanje nasljedstva.

## Vanjske poveznice
- Profil Carminea Lupertazzija na hbo.com
- Carmine Lupertazzi u internetskoj bazi filmova IMDb-u